# Phú Yên
Phú Yên is een provincie van Vietnam.
Phú Yên telt 872.964 inwoners (2019) op een oppervlakte van 5023 km². De hoofdstad is Tuy Hòa.
De overgrote meerderheid van de bevolking bestaat uit Vietnamezen (Kinh). Minderheden zijn Cham, E De en Ba Na.

## Geografie
Phú Yên is de meest oostelijk gelegen provincie van Vietnam en heeft een kustlijn van 200 km aan de Zuid-Chinese Zee. Phú Yên ligt tussen Bình Định in het noorden en Khánh Hòa in het zuiden. Het grootste deel van de provincie bestaat uit heuvelachtig landschap. Het hoogste punt is 1592 m nabij de grens met Khánh Hòa. In het oosten, aan de kust ligt de vruchtbare vlakte van Tuy Hòa.
De belangrijkste rivieren zijn de Da Rang, de Ban Thach en de Ky Lo.

## Districten
Phú Yên is onderverdeeld in een stad (Tuy Hòa) en acht districten:

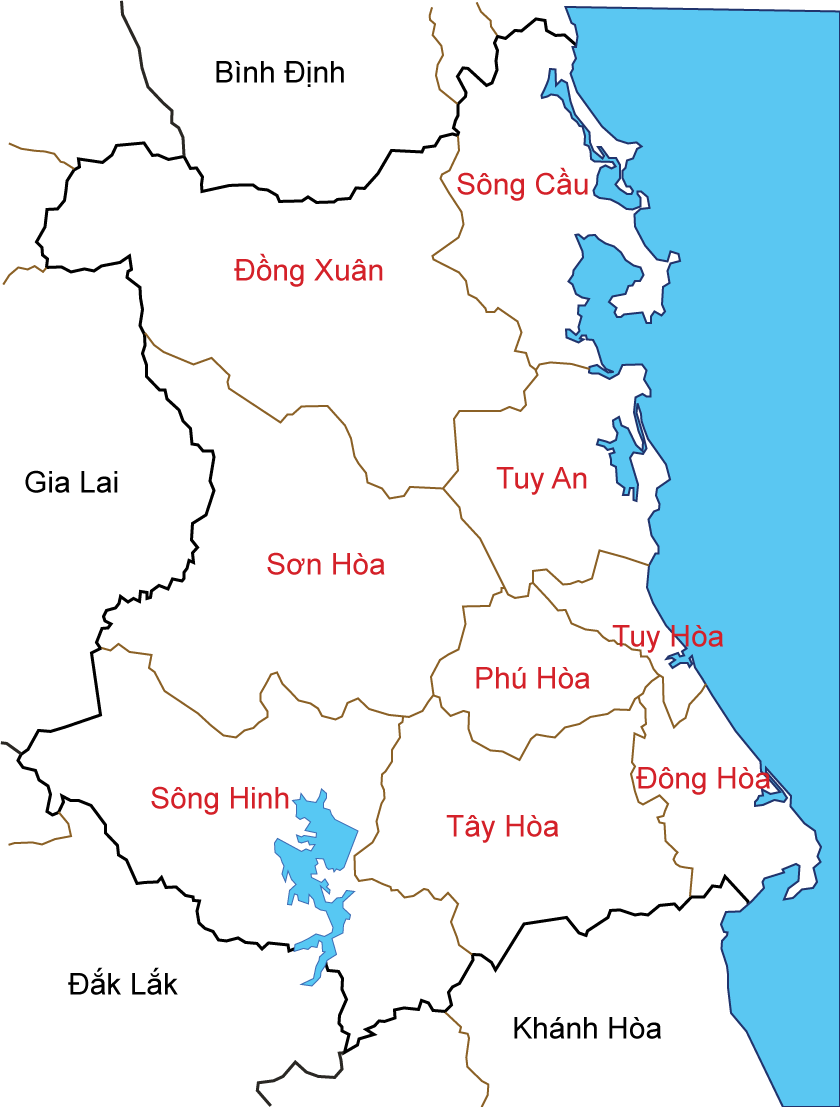
Districten van Phú Yên

- Đồng Xuân
- Sông Cầu
- Tuy An
- Sơn Hòa
- Phú Hòa
- Tây Hòa
- Đông Hòa
- Sông Hinh